# Heteronormativnost
Heteronormativnost je uvjerenje da je heteroseksualnost, zasnovana na binarnom rodu, zadani, preferirani ili normalni način seksualne orijentacije. Pretpostavlja se da su seksualni i bračni odnosi najprikladniji za ljude suprotnog spola. Heteronormativni pogled stoga uključuje usklađivanje biološkog spola, seksualnosti, rodnog identiteta i rodnih uloga. Heteronormativnost je često povezana s heteroseksizmom i homofobijom. Učinci društvene heteronormativnosti na lezbijke, homoseksualce i biseksualne osobe mogu se ispitati kao heteroseksualne ili "ravne" privilegije.

## Podrijetlo pojma
Michael Warner popularizirao je pojam 1991. godine u jednom od prvih glavnih djela teorije queera. Korijeni koncepta nalaze se u ideji Gayle Rubin o "spolnom/rodnom sustavu" i ideji Adrienne Rich o obveznoj heteroseksualnosti. Od početka su teorije heteronormativnosti uključivale kritički pogled na rod; Warner je napisao:

## Diskriminacija
Kritičari heteronormativnih stavova, kao što su Cathy J. Cohen, Michael Warner i Lauren Berlant, tvrde da oni ugnjetavaju, stigmatiziraju, marginaliziraju percipirane devijantne oblike seksualnosti i roda i čine samoizražavanje težim kad taj izraz nije u skladu prema normi. Heteronormativnost opisuje kako socijalne institucije i politike ojačavaju pretpostavku da su ljudi heteroseksualni i da su spol i spol prirodni binarni elementi. Heteronormativna kultura privilegira heteroseksualnost kao normalnu i prirodnu i njeguje klimu u kojoj su LGBT osobe diskriminirane u braku, poreznim zakonima i zaposlenju Slijedeći Berlanta i Warnera, Laurie i Stark također tvrde da domaća "intimna sfera" postaje "neupitno ne-mjesto koje sidri heteronormativne javne rasprave, posebno one koje se tiču prava na brak i posvojenje".

### Protiv homoseksualaca, lezbijki, biseksualnih i transrodnih osoba
Prema kulturnom antropologu Gayleu Rubinu, heteronormativnost u glavnom društvu stvara "spolnu hijerarhiju" koja seksualne prakse gradira od moralno "dobrog seksa" do "lošeg seksa". Hijerarhija postavlja reproduktivni, monogamni seks između predanih heteroseksualaca kao "dobar", a sve seksualne činove i pojedince koji ne ispunjavaju ovaj standard stavljaju u "loš seks". Točnije, ovo smješta dugoročno predane homoseksualne parove i promiskuitetne homoseksualce među "loše".Patrick McCreery, predavač na Sveučilištu New York, ovu hijerarhiju vidi djelomično objašnjenjem za stigmatizaciju homoseksualaca zbog društveno "devijantnih" seksualnih praksi koje često prakticiraju i heteroseksualci, poput konzumiranja pornografije ili seksa na javnim mjestima. Postoje mnoga istraživanja diskriminacije seksualne orijentacije u kampusima.
McCreery navodi da se ova heteronormativna hijerarhija prenosi na radno mjesto, gdje se homoseksualci, lezbijke i biseksualne osobe suočavaju s diskriminacijom, poput antihomoseksualnih politika zapošljavanja ili diskriminacije na radnom mjestu zbog koje su pojedinci "najniže hijerarhije", poput transseksualnih osoba, ranjivi na najočitiju diskriminaciju i nesposoban da nađe posao.
Podnositelji zahtjeva i trenutni zaposlenici mogu biti legalno prebačeni ili otpušteni zbog toga što u mnogim zemljama nisu heteroseksualni ili ih se doživljava kao ne-heteroseksualne, kao što je slučaj s lancem restorana Cracker Barrel, koji je 1991. pobudio nacionalnu pozornost nakon što su otpustili zaposlenika lezbijke, pozivajući se na svoju politiku da su zaposlenici sa "seksualnim sklonostima koje ne pokazuju normalne heteroseksualne vrijednosti u suprotnosti s tradicionalnim američkim vrijednostima". Radnici poput otpuštenog zaposlenika i drugi, poput ženstvenih muških konobara (navodno opisanih kao istinske mete), legalno su otpušteni radnim politikama koje "prestupaju" protiv "normalne" heteronormativne kulture.
Analizirajući međusobnu povezanost heteronormativnosti i diskriminacije u seksualnom zapošljavanju, Mustafa Bilgehan Ozturk prati utjecaj patrijarhalnih praksi i institucija na iskustva lezbejskih, homoseksualnih i biseksualnih zaposlenika na radnom mjestu u raznim kontekstima u Turskoj, demonstrirajući dalje specifične povijesnosti i lokaliziranu moć / znanje. formacije koje dovode do fizičkih, profesionalnih i psiho-emotivnih djela predrasuda prema seksualnim manjinama.
U nekim su slučajevima poznate različite religije koje svojim učenjima promiču heteronormativna uvjerenja. Prema profesorima sociologije Samuelu Perryju i Kara Snawder sa Sveučilišta u Oklahomi, višestruka istraživanja u prošlosti pokazala su da može postojati i često postoji veza između vjerskih uvjerenja Amerikanaca i homofobnog ponašanja. Od pet glavnih svjetskih religija, kršćanstvo, judaizam i islam podržavaju heteronormativne stavove o braku. Neki primjeri ovog odigravanja posljednjih godina uključuju incident u kojem je sudjelovala službenica iz Kentuckyja Kim Davis, koja je odbila dati bračne dozvole istospolnim parovima s obrazloženjem da je to kršilo njene duhovne stavove, kao i slučaj Vrhovnog suda presudio je da pekar u Coloradu ne mora osigurati svadbenu tortu za homoseksualni par na temelju njegove religije.

### Odnos prema braku i nuklearnoj obitelji
Moderne obiteljske strukture u prošlosti i sadašnjosti razlikuju se od onoga što je bilo tipično za nuklearnu obitelj iz 1950-ih. U drugoj polovici 19. i na početku 20. stoljeća mnoga djeca u SAD-u ostala su bez jednog ili oba roditelja. Procjenjuje se da su 1985. u Sjedinjenim Državama živjela približno 2,5 milijuna obiteljskih kućanstava s djecom, u kojima je prethodno došlo do razvoda. Tijekom kasnih 80-ih gotovo 20% obitelji s djecom na čelu s bračnim parom bile su s barem jednim nebiološkim roditeljem.
Tijekom posljednja tri desetljeća stope razvoda, samohranih roditelja i kohabitacije naglo su porasle. Netradicionalne obitelji (koje odstupaju od standarda "obitelji srednje klase s ocem koji zarađuje i majkom koja ostaje kod kuće, vjenčani i odgajaju svoju biološku djecu") danas čine većinu obitelji u Sjedinjenim Državama. Brakovi tipa "zajednička zarada/zajednički odgoj", gdje su dva heteroseksualna roditelja davatelji sredstava i njegovatelji djece, postala je popularna. Moderne obitelji mogu imati i obitelji s jednim roditeljem uzrokovane razvodom, razdvajanjem ili smrću, obitelji koje imaju dva roditelja koji nisu u braku, ali imaju djecu ili obitelji s istospolnim roditeljima. Umjetnom oplodnjom, surogat majkama i posvojenjem, obitelji ne moraju biti temeljene na heteronormativnom biološkom savezu muškarca i žene.
O posljedicama ovih promjena za odrasle i djecu koja su uključena pod žestokom se raspravom. U slučaju supružničkih davanja iz Massachusettsa 2009. godine, razvojni psiholog Michael Lamb posvjedočio je da roditeljska seksualna orijentacija ne utječe negativno na razvoj djece. "Od kraja 1980-ih... dobro je utvrđeno da se djeca i adolescenti mogu prilagoditi jednako dobro u netradicionalnim postavkama kao i u tradicionalnim uvjetima", ustvrdio je. Međutim, kolumnistica Maggie Gallagher tvrdi da su heteronormativne socijalne strukture korisne za društvo jer su optimalne za odgoj djece.> Australsko-kanadska etičarka Margaret Somerville tvrdi da "davanje istospolnim parovima prava da osnuju obitelj razdvaja roditeljstvo od biologije". Nedavne kritike ovog argumenta iznio je Timothy Laurie, koji tvrdi da i interspolni uvjeti i stope neplodnosti uvijek kompliciraju veze između biologije, braka i odgoja djece.
Podskup heteronormativnosti je koncept privremne heteronormativne. Ova ideologija kaže da je krajnji životni cilj društva heteroseksualni brak. Društveni faktori utječu na odrasle da traže partnera suprotnog spola koji bi se upuštao u heteroseksualni brak s ciljem rađanja djece kroz tradicionalnu nuklearnu obiteljsku strukturu. Heteronormativna privremenost promiče apstinenciju samo do braka. Mnogi se američki roditelji pridržavaju ove heteronormativne naracije i u skladu s tim podučavaju svoju djecu. Prema Amy T. Schalet, čini se da se većina američkih roditelja spolni odgoj svog djeteta svodi na učenje o apstinenciji, ali nije slučaj u drugim dijelovima svijeta. Slično tome, profesorica Sveučilišta George Washington Abby Wilkerson raspravlja o načinima na koje zdravstvena i medicinska industrija jačaju stavove o heteroseksualnom braku kako bi promovirali heteronormativnu privremenost. Koncept heteronormativne privremenosti širi se izvan heteroseksualnog braka i uključuje sveobuhvatan sustav u kojem se heteroseksualnost vidi kao standard, a ništa izvan tog područja ne podnosi. Wilkerson objašnjava da ona diktira aspekte svakodnevnog života poput prehrambenih zdravstvenih stanja, socio-ekonomskog statusa, osobnih uvjerenja i tradicionalnih rodnih uloga.

## Transgresije

### Interseksualne osobe
Interseksualne osobe imaju biološke karakteristike koje su dvosmisleno muške ili ženske. Ako se otkrije takvo stanje, interseksualnim osobama u većini današnjih društava se gotovo uvijek dodijeli normativni spol nedugo nakon rođenja. Operacija (obično koja uključuje modifikaciju genitalija) često se izvodi u pokušaju da se proizvede nedvosmisleno muško ili žensko tijelo, uz pristanak roditelja, a ne pojedinca. Dijete se tada obično odgaja i kultivira kao cisgender heteroseksualni član dodijeljenog spola, koji se može ili ne mora podudarati s njegovim novonastalim rodnim identitetom tijekom života ili nekim preostalim spolnim karakteristikama (na primjer, kromosomima, genima ili unutarnjim spolnim organima).

### Transrodne osobe
Transrodne osobe doživljavaju neusklađenost svog rodnog identiteta i dodijeljenog im spola. Transrodnost je i skupni pojam, jer, osim uključujući trans muškaraca i trans žena čiji je binarni spol identitet je suprotno od svoje dodijeljene spola (i koji su ponekad posebno nazvanih transseksualac, ako oni žele medicinsku pomoć tranziciji ), što može uključivati genderqueer ljudi (čiji identiteti nisu isključivo muški ili ženski, već mogu biti, na primjer, birodni, panrodni, rodno fluidni ili arodne) Ostale definicije uključuju osobe trećeg spola kao transrodne osobe ili konceptualiziraju transrodne osobe kao treći spol, a nerijetko je pojam definiran vrlo široko kako bi obuhvaćao cross-dressere.
Neki transrodni ljudi traže terapiju promjene spola i možda se neće ponašati prema spolnoj ulozi koju nametne društvo. Neka društva smatraju transrodno ponašanje zločinom vrijednim smrtne kazne, uključujući Saudijsku Arabiju i mnoge druge države. U nekim su slučajevima homoseksualci ili lezbijke bili prisiljeni na tretmane za promjenu spola kako bi "popravili" svoj spol ili rod : u nekim europskim zemljama tijekom 20. stoljeća i u Južnoj Africi 1970-ih i 1980-ih.
U nekim zemljama, uključujući sjevernoameričke i europske zemlje, određeni oblici nasilja nad transrodnim osobama mogu se prešutno podržati kad tužitelji i porota odbiju istražiti, procesuirati ili osuditi one koji izvršavaju ubojstva i premlaćivanja. Druga su društva transspolno ponašanje smatrala duševnom bolešću koja je dovoljno ozbiljna da opravda institucionalizaciju.
U medicinskim zajednicama s ovim ograničenjima pacijenti imaju mogućnost ili suzbijanja transseksualnog ponašanja i usklađivanja s normama rođenog spola (što može biti potrebno kako bi se izbjegla socijalna stigma ili čak nasilje) ili strogim poštovanjem normi svojeg "novog" spola kako bi se kvalificirao za operaciju promjene spola i hormonalne tretmane. Pokušaji postizanja dvosmislenog ili "alternativnog" rodnog identiteta nisu podržani niti dopušteni. Ponekad je operacija promjene spola uvjet za službenu promjenu spola, a često su "muški" i "ženski" jedini mogući izbor, čak i za interspolne i transrodne osobe. Za vlade koje dopuštaju samo heteroseksualne brakove, službene promjene spola mogu imati implikacije na srodna prava i privilegije, kao što su skrbništvo nad djecom, nasljeđivanje i donošenje medicinskih odluka.

## Homonormativnost
Homonormativnost je pojam koji se može odnositi na privilegiranje homoseksualnosti ili asimilaciju heteronormativnih ideala i konstrukata u LGBTQ kulturu i individualni identitet. Točnije, Catherine Connell navodi da homonormativnost "naglašava zajedništvo s normama heteroseksualne kulture, uključujući brak, monogamiju, razmnožavanje i produktivnost". Izraz se gotovo uvijek koristi u njegovom potonjem smislu, a istaknuto ga je koristila Lisa Duggan 2003. godine, iako je znanstvenica transrodnih studija Susan Stryker u svom članku "Transgender History, Homonormativity and Disciplinary istaknula da također su ga koristili transrodni aktivisti 1990-ih u vezi s nametanjem homoseksualnih / lezbijskih normi zbog zabrinutosti transrodnih osoba. Transrodne osobe nisu bile uključene u zdravstvene programe koji se bore protiv epidemije AIDS-a, a često su bile isključene iz demonstracija homoseksualaca / lezbijki u Washingtonu. Homonormativnost je također narasla tako da obuhvaća transnormativnost, ili "pritisak na trans ljude da se prilagode tradicionalnim, oporbenim seksističkim shvaćanjima roda". Uz to, homonormativnost se danas može koristiti za pokrivanje ili brisanje radikalne politike queer zajednice tijekom Pokreta za oslobađanje gejeva, ne samo zamjenom te politike konzervativnijim ciljevima poput ravnopravnosti braka i prava na posvojenje, već i komercijaliziranje i uvođenje queer supkultura.
Prema Penny Griffin, predavačici politike i međunarodnih odnosa na Sveučilištu Novi Južni Wales, homonormativnost podržava neoliberalizam, a ne kritiziranje monogamije, razmnožavanja i binarnih rodnih uloga kao samih heteroseksista i rasista. U tom smislu, homonormativnost je duboko isprepletena sa širenjem i održavanjem međunarodno strukturiranog i strukturirajućeg kapitalističkog svjetskog sustava. Duggan tvrdi da homonormativnost fragmentira LGBT zajednice u hijerarhije dostojnosti i da se LGBT osobe koje su najbliže oponašanju heteronormativnih standarda rodnog identiteta smatraju najdostonije stečenih prava. Ona također navodi da se LGBT osobe na dnu ove hijerarhije (npr. Biseksualne osobe, trans osobe, nebinarne osobe, ljudi nezapadnog spola, interspolni ljudi, obojeni queerovi, queer seksualni radnici) vide kao prepreka tome razred homonormativnih pojedinaca koji primaju svoja prava. Primjerice, jedno empirijsko istraživanje pokazalo je da se u Nizozemskoj na transrodne osobe i druge LGBT osobe koje se ne poklapaju s rodom često gleda s prezirom u svojim zajednicama jer se ne ponašaju „normalno“. Oni koji se asimiliraju, često postaju nevidljivi u društvu i doživljavaju stalni strah i sram zbog nesaglasnih osoba u svojim zajednicama. Stryker se pozvao na teoretičara Jürgena Habermasa i njegovo viđenje javne sfere koja omogućava pojedincima da se okupe kao grupa kako bi raspravljali o različitim ideologijama, a isključivanjem nesaglasne LGBTQ zajednice, društvo u cjelini nesumnjivo je isključilo osobe s rodnom varijantom iz sudjelovanja u građanskom životu.

## Zastupljenost u medijima
Pet različitih studija pokazalo je da homoseksualni likovi koji se pojavljuju na TV-u smanjuju predrasude među gledateljima. Kabelske i streaming usluge počinju uključivati više likova koji su lezbijke, homoseksualci, biseksualci i transrodni od emitiranih televizija. Kabelske i streaming usluge nemaju raznolikost, prema izvještaju GLAAD- a, s tim da su mnogi LGBT likovi homoseksualci (41% i 39%). Izvješteno je da je ukupan broj LGBT likova prebrojanih putem kabela za 31% veći u odnosu na 2015. godinu, a biseksualni likovi zabilježili su gotovo dvostruki rast.
Interseksualne osobe su gotovo u potpunosti isključene s televizije, iako je oko 1% populacije interseksualno. Novinski mediji ocrtavaju što znači biti muško ili žensko, što uzrokuje jaz za one koji ne spadaju u te dvije kategorije. Novine su temu interspolnih sportaša pokrivale slučajem Caster Semenya, gdje su se vijesti proširile na sportske dužnosnike koji su morali utvrditi hoće li se smatrati ženom ili muškarcem. 
Oni koji se ne identificiraju ni kao žena ni kao muškarac, ili su nebinarni rod ili nisu u skladu s rodom u Sjedinjenim Državama sve više legaliziraju ovaj „treći“ rod na službenim vladinim dokumentima, budući da se o postojanju ovog identiteta kontinuirano raspravlja među pojedincima. Kontroverza je rezultirala minimalnom zastupljenošću u medijima, ali nedavne televizijske emisije u kojima su gostovali nebinarni pojedinci uključuju Drag Race Ru Paula i The Fosters. Članovi LGBTQ zajednice tvrde da se zastupljenost ne-binarnih ljudi u medijima nije proširila do mjere transrodnih rodova koji odgovaraju rodu. U današnjim se medijima, posebno na televiziji, heteroseksualni karakter koristi češće od homoseksualnih likova. U 2018. godini samo 8,8% emitirane televizije ima LGBTQ osobu u emisiji. Mediji heteroseksualnost prikazuju kao "normalnu" u današnjem društvu, pa zbog toga na televiziji vidimo manje homoseksualnosti. Uz to postoje mnogi stereotipi, što se može vidjeti u oglašavanju, novinama, radiju i televiziji. Na primjer, glavni mediji promiču ideju da će homoseksualce vjerojatnije privući reklame koje prodaju skupe, raskošne i možda ženske proizvode zbog pretpostavljenih stavova i načina života. Homoseksualci i heteroseksualci također se razlikuju u filmovima. Homoseksualni likovi se uglavnom vide u filmovima s problemima u vezi sa seksualnošću, a lik je predstavljen kao homoseksualac. Televizijske emisije također su još jedan aspekt medija u kojem postoje stereotipi i negativno zastupljeni homoseksualci. Na primjer, TV emisija Moderna obitelj ima dva homoseksualna lika koji su oženjeni i imaju zajedno malo usvojeno dijete. Neki taj odnos mogu smatrati ponižavajućim i stereotipnim kako glavni mediji gledaju na homoseksualce. Seksualna politika emisije smatra se lažnom zbog toga što je njihov odnos prikazan kao pretjerano šaren.
Više je LGBT sadržaja proizvedeno u medijima u 2018. godini. Prema GLAAD-ovom godišnjem izvještaju "Gdje smo na TV-u", koji bilježi LGBTQ+ zastupljenost na televiziji, broj queer likova u TV emisijama porastao je za 8,8%. Queer ljudi u boji također imaju porast vremena prikaza na zaslonu; po prvi su put u povijesti izvještaja nadmašili broj bijelih queer ljudi na televiziji.